# Arroyo Palomas Chico
Der Arroyo Palomas Chico ist ein Fluss in Uruguay.
Er entspringt auf dem Gebiet des Departamento Salto einige Kilometer südsüdwestlich von Saucedo und südöstlich von Palomas in der Cuchilla del Daymán. Von dort verläuft er in nordwestlicher Richtung, wobei er Palomas östlich passiert. Er mündet schließlich nordnordwestlich der Ortschaft als rechtsseitiger Nebenfluss in den Arroyo Palomas Grande.